# 渥太華輕鐵2號線

2號線（延齡草線）標識

渥太華輕鐵2號線（英語：O-Train Line 2），是加拿大安大略省渥太華一條柴油輕鐵路線，隸屬渥太華卡爾頓交通局旗下的渥太華輕鐵系統，全長約8（5英里），由北至南連接灣景站（Bayview）和萊姆班克站（Limebank），為延齡草線（英語：Trillium Line）的主線部分，標識色是草綠色。

## 歷史

### 試點項目
延齡草線於2001年10月15日啓用，結束渥太華公共交通系統純粹使用巴士的局面；當時此輕鐵線的英文和法文名稱皆為「O-Train」。此項目使用隸屬於加拿大太平洋鐵路公司的渥太華–普雷斯科特鐵路所固有的單線軌道，當局因此只需耗資2100萬加元來興建車站和列車會讓軌以實行雙向運營。輕鐵深夜休車期間，路軌供貨運鐵路使用。
市中心地下輕鐵最終分拆為聯邦線項目，而固有的柴油輕鐵路線則於2013年進行改善工程。渥太華卡爾頓交通局耗資5900萬加元在軌道沿線增加列車會讓軌和月台，並增購輕鐵車輛以加密列車班次。輕鐵於2013年5月至9月期間停運以便進行工程，而新購車輛則於2015年3月2日投入服務，各方向班距從當日起由每15分鐘一班車減至10-12分鐘，預期最終將降低至8-10分鐘。
隨著聯邦線輕鐵項目於2013年動工，渥太華卡爾頓交通局於2014年9月宣佈「O-Train」品牌將應用於整個渥太華輕鐵系統，而固有的南北向柴油輕鐵路線則同時改稱延齡草線。當局再於2017年引入輕鐵路線編號，延齡草線編號為2號線。
截至2017年第4季度，2號線的平均工作日載客量已達16,900人次。

### 前期服務
在2018年之前，渥太華輕鐵並未設置人工檢票口或自動閘機，乘客可以在車站入口自願購買車票進站，僅在極小概率下會有乘務要求乘客提供購票證明。此外，乘坐公交所購買的換乘票（時限為100分鐘）亦可用於乘坐輕鐵列車。
此外，由於所使用的車輛寬度低於北美火車標準寬度，故在除灣景站外的車站均設置了伸縮式站台擴展器以方便乘客上下車，並會在運營時間外時收縮該延伸站台供貨運火車經過。
為了配合路線的單線軌道格局，此輕鐵線的班距最初為各方向每15分鐘一班車，當局因此亦只需動用車隊三組列車中的兩組，餘下一組列車作後備之用。為項目新建的列車會讓軌位於卡爾頓站，而該站亦是全線唯一為來回方向各設一個專用月台的車站；其他四個車站各只得一個月台。

### 原延伸計劃
2006年7月，渥太華市議會通過將此輕鐵線往兩端伸延，向南伸展至南河邊區（Riverside South）和巴希雲區（Barrhaven），向東北則經渥太華市中心伸展至渥太華大學校園，項目造價約為7億8千萬加元。然而，項目走線和造價皆極具爭議，並成為同年末渥太華市長和市議會選舉競選期間的主要議題之一。選後新任市長和新一屆市議會重新審視項目，並於同年12月14日以13票對11票通過取消項目。

## 2期工程
2011年5月18日，渥太華卡爾頓交通局通過撥款20萬加元研究將延齡草線往南伸延至利特里姆（Leitrim）和南河邊區（Riverside South）。渥太華市議會後於2013年通過第二期輕鐵延伸方案，當中延齡草線將南延至寶士圍道（Bowesville Road）並新設南基斯（South Keys）、利特里姆（Leitrim）和寶士圍（Bowesville）三個車站，而固有路段上亦增設格拉德斯通站（Gladstone）和原試點項目中因資金問題而擱置的沃克利站（Walkley）。市議會再於2016年通過修訂上述方案，在南基斯站以南增設一條支線通往渥太華國際機場，並沿途在安永中心（EY Centre）旁設站。2020年11月，渥太華卡爾頓交通局正式宣佈2期工程建設計劃，其中格拉德斯通站更名為意大利科索站（Corso Italia），而原有卡靈站（Carling）更名為道斯湖站（Dow's Lake），同時南延计划再于原计划的基础上延伸至萊姆班克站（Limebank），而原通往渥太華國際機場的支線則分拆為4號線，並與2號線共用沃克利車輛段。

## 車站
| 分期                                                                                          | 編號   | 站名[1]                 | 換乘[2]                | 開通日期       | 站台設計[3] | 開門方向 | 備注     |
| --------------------------------------------------------------------------------------------- | ------ | ----------------------- | ---------------------- | -------------- | ----------- | -------- | -------- |
| 渥太華輕鐵試點項目                                                                            | 3060   | 灣景 Bayview            | 1 1號線 3 3號線        | 2001年10月15日 | 側式站台    | 右側     |          |
| 渥太華輕鐵2期                                                                                 | 待公布 | 意大利科索 Corso Italia | 不適用                 | 預計2022年     | 側式站台    | 右側     | [ 註 1 ] |
| 渥太華輕鐵試點項目                                                                            | 3061   | 道斯湖 Dow's Lake       | 不適用                 | 2001年10月15日 | 待公布      | 待公布   | [ 註 2 ] |
| 渥太華輕鐵試點項目                                                                            | 3062   | 卡爾頓 Carleton         | 不適用                 | 2001年10月15日 | 側式站台    | 右側     |          |
| 渥太華輕鐵試點項目                                                                            | 3063   | 姆尼灣 Mooney's Bay     | 不適用                 | 2001年10月15日 | 待公布      | 待公布   | [ 註 3 ] |
| 渥太華輕鐵2期                                                                                 | 3036   | 沃克利 Walkley          | 渥太華快速公交         | 預計2022年     | 待公布      | 待公布   | [ 註 4 ] |
| 渥太華輕鐵試點項目                                                                            | 3037   | 格林伯勒 Greenboro      | 渥太華快速公交         | 2001年10月15日 | 待公布      | 待公布   |          |
| 渥太華輕鐵2期                                                                                 | 3038   | 南基斯 South Keys       | 渥太華快速公交 4 4號線 | 預計2022年     | 島式站台    | 左側     |          |
| 渥太華輕鐵2期                                                                                 | 3041   | 利特里姆 Leitrim        | 渥太華快速公交         | 預計2022年     | 側式站台    | 右側     |          |
| 渥太華輕鐵2期                                                                                 | 待公布 | 寶士圍 Bowesville       | 不適用                 | 預計2022年     | 側式站台    | 右側     |          |
| 渥太華輕鐵2期                                                                                 | 待公布 | 萊姆班克 Limebank       | 不適用                 | 預計2022年     | 側式站台    | 右側     |          |
| 注釋                                                                                          |        |                         |                        |                |             |          |          |
| [1]斜體標示的車站，尚未啓用。 [2]斜體標示的換乘，尚未啓用。 [3]以改建計劃後的新站台設計為準。 |        |                         |                        |                |             |          |          |

### 车站备注
1. ↑  原計劃中稱格拉德斯通站（Gladstone）
2. ↑  2020年前稱卡靈站（Carling）
3. ↑  2017年前稱聯邦站（Confederation）
4. ↑  试点项目中原计划设该站，但因资金问题而搁置。

## 使用車輛
延齡草線車隊過去曾由三組龐巴迪製Talent BR643型低地台柴聯車組成；此三組列車併入德國鐵路區域列車的訂單，並與德鐵訂單中的車輛同期製造。延齡草線與德鐵車輛的內部格局大致相同，主要分別在於前者車輛不設洗手間；而由於渥太華卡爾頓交通局和德鐵亦不約而同使用紅色和白色作企業色彩，延齡草線車輛亦沿用德鐵車輛的外部塗裝，只加入渥太華輕鐵和渥太華卡爾頓交通局標誌以及白色楓葉圖案。每組列車由三节車廂組成，前後兩端的車廂皆可提供動力，中間車廂則依靠其他車廂驅動。各組列車並未獲編號，而每節車廂則依次編為C1、C2和C3號車廂。車廂以中間走廊分隔成每排左右兩側各兩個座位，座位則呈對向格局，一半座位面對前方，另一半則面對後方。
2011年9月，阿爾斯通贏得延齡草線新購車輛訂單，為渥太華卡爾頓交通局提供六組Coradia Lint型號列車，每組由兩節車廂組成，並於2013年6月付運，2015年3月2日投入服務，原有的龐巴迪製列車則同時退役。
2018年，渥太華卡爾頓交通局宣佈將新引進28倆Alstom Coradia LINT 41型號列車以配合南延綫路使用。新列車將會與舊列車同時使用。
| 型號                   | 圖片 | 種類   | 最高速度                  | 車輛總數 | 車輛組  | 製造年份 | 運行年份               | 附註                                                                                    |
| ---------------------- | ---- | ------ | ------------------------- | -------- | ------- | -------- | ---------------------- | --------------------------------------------------------------------------------------- |
| 龐巴迪TALENT BR643     |      | 柴聯車 | 100每小時（62英里每小時） | 9        | 3列一組 | 2001年   | 2001年-2015年          | 來自德國鐵路區域列車訂單，其後付運予渥太華卡爾頓交通局 其中一組於2014年發生事故後報廢。 |
| Alstom Coradia LINT 41 |      | 柴聯車 | 140每小時（87英里每小時） | 12       | 2列一組 | 2013年   | 2015年-2020年；2022年- | 2011年落訂，2013年6月付運                                                               |
| Stadler FLIRT3         |      | 柴聯車 | 140每小時（87英里每小時） | 28       | 4列一組 | 2018年   | 預計2022年             | 目前計劃交付後與Alstom Coradia LINT 41同時使用。                                        |

## 事故
2004年8月11日，一輛龐巴迪Talent BR643型列車（編號C3）在往灣景站運行時於卡爾頓站的南行會讓軌上發生脫軌事故。經調查，事故原因為該會讓軌道岔彈簧開關發生損壞，並導致道岔未能正確合上，以及工作人員未遵守規定在發現信號故障後對道岔及時檢查。儘管事故中沒有人受傷，但C3列車因损坏嚴重而報廢。事故後，延齡草線在阿爾斯通Coradia LINT 41到貨前由僅剩的兩組列車繼續運營，而卡爾頓站的道岔開關則在2017年6月更換。

## 外部連結
- （英文）（法文）渥太華卡爾頓交通局網站 延齡草線頁面 （页面存档备份，存于）